# Saint Seiya: Historia Złotego Jabłka
Saint Seiya: Historia Złotego Jabłka – jeden z pięciu filmów animowanych, pełnometrażowych nawiązujących do Rycerzy Zodiaku, stworzony w 1987 roku.

## Fabuła
Pewnego dnia na Ziemię spada meteoryt ze Złotym Jabłkiem. Świadkiem zdarzenia jest Eri, która dotyka jabłka. W efekcie tego uwolniona zostaje Eris, chcąca mieć własne ciało i władzę nad światem. 

## Postacie

### Bogowie
- Saori Kido (Keiko Han)
- Eris (Toshiko Fujita)

### Rycerze z Brązu
- Seiya (Tōru Furuya)
- Hyoga (Kōichi Hashimoto)
- Shun (Ryō Horikawa)
- Ikki (Hideyuki Hori)
- Shiryu (Hirotaka Suzuoki)

### Widma
- Orfeusz (Yuji Mitsuya)
- Christ (Ryūsei Nakao)
- Maya (Michitaka Kobayashi)
- Jaga (Yū Mizushima)
- Iyan Tetera (Keiichi Nanba)

### Inni
- Eri (Mayumi Shō)